# Dypterygia juncta
Dypterygia juncta là một loài bướm đêm trong họ Noctuidae.